# Кривонос Олександр Артемович
Олександр Артемович Кривоно́с (нар. 4 січня 1930, Бойове) — український живописець і педагог; член Спілки радянських художників України з 1957 року. Заслужений діяч мистецтв Узбецької РСР з 1968 року.

## Біографія
Народився 4 січня 1930 у селі Бойовому (нині у складі міста Нур-Султана, Казахстан). 1957 року закінчив Харківський художній інститут, де навчався зокрема у Євгена Єгорова, Олексія Кокеля, Петра Котова, Леоніда Чернова.
Упродовж 1958—1968 років викладав у Ташкентському художньому інституті. У 1960-ті роки був секретарем Спілки художників Узбекистану.
З 1968 року — у Київському художньому інституті: у 1977—1988 роках завідував кафедрою рисунка, професор з 1983 року.

## Творчість
Працював у галузі станкового живопису. Автор портретів, пейзажів у реалістичному стилі. Серед робіт:
- «В. Бойко» (1957);
- «Весна» (1960);
- «Хасан і Хусан» (1964);
- «Хірург С. Масумов» (1964);
- «Золотий степ цілинний» (1967);
- «Народний художник Узбецької РСР І. Меленін» (1967);
- «Земля узбецька» (1968);
- «Україна» (1970);
- «Повінь на Сеймі» (1978);
- «Березовий гай» (1979);
- «Соняшники цвітуть» (1979);
- «Леся Українка» (1980);
- «Олександр Басанець» (1990–1995);
- «Тетяна Голембієвська»;
- «Є. Баран» (1990–1995);
- «Дружина А. Кривонос» (1996);
- серія «Пейзажі України» (2000–2010).

Брав участь у всеукраїнських, всесоюзних та зарубіжних художніх виставках з 1957 року. Персональна виставка відбулася у Києві у 1990 році. 